# Hrvatski akademski vaterpolski klub Mladost
La Hrvatski akademski vaterpolski klub Mladost, abbreviata anche con HAVK Mladost è una società pallanuotistica croata, con sede nella capitale Zagabria. Fondato nel 1946, fa parte della società polisportiva Hrvatski akademski športski klub Mladost.

## Storia
Il HAVK Mladost è stato fondato nel 1946. Il Mladost cominciò la sua striscia di successi nel campionato jugoslavo alla fine del 1960, vincendo tre titoli in cinque edizioni tra il 1967 e il 1971, interrompendo l'egemonia del Partizan. I pallanuotisti di Zagabria vinsero anche quattro Coppe dei Campioni e due Coppa delle Coppe, 
Nel 1989 e nel 1990, poco prima della guerra d'indipendenza, vinse la Coppa di Jugoslavia e gli ultimi due campionati di Jugoslavia che le permisero di brillare di nuovo a livello europeo con altre due Coppe Campioni. Nel campionato di Croazia esercita una supremazia netta con nove titoli e quattro coppe di Croazia tra il 1992 e il 2003. Nel 2001 conquista la Coppa LEN. Gli anni 2000 saranno caratterizzati dalla concorrenza dei rivali del VK Jug.

## Rosa 2022-2023
| N° |                    | Ruolo | Giocatore        |
| -- | ------------------ | ----- | ---------------- |
|    | Croazia (bandiera) | P     | Jerko Jurlina    |
|    | Croazia (bandiera) | P     | Eugen Sunara     |
|    | Croazia (bandiera) |       | Mislav Bakarić   |
|    | Croazia (bandiera) |       | Vito Branković   |
|    | Croazia (bandiera) |       | Bartul Bucević   |
|    | Croazia (bandiera) |       | Jan Busić        |
|    | Croazia (bandiera) |       | Toni Busić       |
|    | Croazia (bandiera) |       | Jakov Cosić      |
|    | Croazia (bandiera) |       | Amar Fajković    |
|    | Croazia (bandiera) |       | Matija Prizmić   |
|    | Croazia (bandiera) |       | Jaksa Mihaljević |

| N° |                     | Ruolo | Giocatore         |
| -- | ------------------- | ----- | ----------------- |
|    | Georgia (bandiera)  |       | Valiko Dadvani    |
|    | Croazia (bandiera)  |       | Ivan Vrbnjak      |
|    | Croazia (bandiera)  |       | Maroje Gluhaic    |
|    | Georgia (bandiera)  |       | Marko Jelača      |
|    | Croazia (bandiera)  |       | Dominik Obuljen   |
|    | Georgia (bandiera)  |       | Sandro Adeishvili |
|    | Croazia (bandiera)  |       | Dario Rakovac     |
|    | Georgia (bandiera)  |       | Marko Elez        |
|    | Ungheria (bandiera) |       | David Mijic       |
|    | Croazia (bandiera)  |       | Branimir Herceg   |
|    | Croazia (bandiera)  |       | Tin Fabris        |

## Palmarès

### Trofei nazionali
- Campionato croato: 11

1992, 1993, 1994, 1995, 1996, 1997, 1999, 2002, 2003, 2008, 2021
- Kup Hrvatske: 10

1992-1993, 1993-1994, 1997-1998, 1998-1999, 2001-2002, 2005-2006, 2010-2011, 2011-2012, 2019-2020, 2020-2021
- Campionato jugoslavo: 6

1962, 1967, 1969, 1971, 1989, 1990
- Campionato jugoslavo d'inverno: 5

1960, 1961, 1962, 1964, 1970
- Coppa di Jugoslavia: 1

1989

### Trofei internazionali
- Eurolega: 7

1967-68, 1968-69, 1969-70, 1971-72, 1989-90, 1990-91, 1995-96
- Supercoppa LEN: 3

1976, 1989, 1996
- Coppe LEN: 1

2001
- Coppa delle Coppe: 2

1976, 1999
- Lega Adriatica: 2

2019, 2020
- Coppa COMEN: 2

1987, 1990

### Trofei femminili
- Campionato croato: 14

2009, 2010, 2012, 2013, 2014, 2015, 2017, 2018, 2019, 2020, 2021, 2022, 2023, 2025

## Giocatori celebri
- Ozren Bonačić
- Perica Bukić
- Zdravko Ježić
- Ronald Lopatny
- Dubravko Šimenc
- Zlatko Šimenc
- Zlatko Mateša
- Igor Milanović
- Igor Hinić
- Vanja Udovičić
- Ratko Štritof
- Vjekoslav Kobešćak
- Damir Burić
- Ivo Tumbić
- Teo Đogaš
- Zdeslav Vrdoljak

- Revaz Chomakhidze
- Renato Vrbičić
- Karlo Stipanić
- Ladislav Vidumanský
- Bruno Silić
- Josip Pavić
- Mladen Miškulin
- Cosmin Radu
- Damir Vincek
- Davor Erjavec
- Andrej Belofastov
- Ivan Milaković
- Milorad Damjanić
- Dario Kobešćak
- Blai Mallarach
- Tomaž Lašič

- Josip Vezjak
- Krešimir Rukavina
- Zoran Filipović
- Boris Katić
- Danijel Premuš
- Vito Padovan
- Ivan Buljubašić
- Marino Franičević
- Jesse Smith
- Frano Karač
- Andrei Iosep
- Andrija Popović
- Srđan Antonijević
- Luka Lončar
- Nikola Franković
- Petar Muslim